# シメオン・ベクブラトヴィチ
シメオン・ベクブラトヴィチ（ロシア語: Симеон Бекбулатович, ? - 1616年1月5日）は、全ルーシの大公（在位：1574年 - 1576年）。初名はサイン・ブラト（タタール語: ساین بولاط, ラテン文字転写: Sain-Bulat, ロシア語: Саин-Булат）で、カシモフ・ハン国の第10代君主（在位：1567年 - 1573年）の地位にあった。

## 生涯
モスクワ大公イヴァン4世に仕えたアストラハン王族のベク・ブラトとカバルダ公女アルティンチャチ（テムリュクの娘）の子として生まれる。チンギス・ハンの血を引く名族ジョチ家の出で、大オルダの君主であったアフマド・ハンの曾孫にあたる。
1566年に同族のシャー・アリーが死去すると、イヴァン4世によってモスクワ大公国の緩衝国であるカシモフ・ハン国の君主に擁立された。1571年から1573年にかけて、リヴォニア戦争におけるモスクワ軍のパイデ攻略に参加した。
1573年7月、イヴァン4世の勧めによって、クシャリーノで正教会の洗礼を受けてカシモフの君主位から退いた。以後、カシモフの君主位はムスタファ・アリーが即位するまで空位となった。改宗して「シメオン・ベクブラトヴィチ」と名乗ったサイン・ブラトは同1573年に名門ムスチスラフスキー家出身のアナスタシヤ（イヴァン・ムスチスラフスキーの娘、イヴァン3世の玄孫にあたる）と結婚した。シメオンはその高貴な血統ゆえにモスクワ宮廷で重きをなし、イヴァン4世によってゼームシチナ貴族会議の議長に任じられた。
1574年、以前から奇矯な振る舞いが多かったイヴァン4世は突如、モスクワ大公位からの退位を宣言し、シメオンに「全ルーシの大公（ロシア語: Великий Князь всея Руси）」という称号を名乗らせてクレムリンの生神女就寝大聖堂で戴冠式を行って玉座に登らせ、自らは「モスクワ分領公イヴァーニェツ」と称してその元に伺候した。しかし実権は依然としてツァーリの称号を保持するイヴァンの手にあり、シメオンはその傀儡に過ぎなかった。
この事件には古来より様々な解釈がなされているが定説はない。イヴァンの気まぐれや狂気、あるいは貴族たちとの対立を背景とする深謀遠慮に理由を帰す者がある一方、シメオンがチンギス・ハン家（アルタン・ウルク）に連なることから、イヴァンが一度シメオンに位を譲ったあとに改めて譲位を受けることによって、チンギス・ハン家末裔としての権威を得ようとしたという説もある。チンギス・ハン家の血統はモンゴル帝国の衰退後も中央ユーラシアでは支配者の血脈として神聖視されていた（チンギス統原理）ため、この解釈にも一理あると考えられる。
1576年8月、シメオンは大公の座を1年ほどで降り、同年にイヴァン4世からトヴェリ大公の地位と分領を与えられてトヴェリに居を構えた。しかしイヴァン4世の死後、1585年にボリス・ゴドゥノフの策謀でトヴェリ大公の地位を追われて失脚した。1598年にフョードル1世が死去すると、ボリスのツァーリ即位に反発するロマノフ家やムスチスラフスキー家が、シメオンを対立候補に立てようと画策したが失敗に終わり、ボリスによって盲目にされた上でクシャリーノに追放された。修道士となったシメオンはソロヴェツキー諸島、キリロフを経てモスクワのシモノフ修道院で余生を送り、動乱時代終結後の1616年にシモノフ修道院で死去した。遺体は同地に埋葬された。
ロシアの系図学者は、シメオンが妻アナスタシヤとの間に子を残したかどうかを議論している。もし子供がいた場合、その人物はイヴァン3世の直系子孫ということになり、彼らがツァーリの座を引き継ぐべきと見做された可能性が生じる（その延長線上にシメオンの擁立があったという想定である）。
| 先代 シャー・アリー         | カシモフ・ハン国第10代君主 1567年 - 1573年 | 次代 ムスタファ・アリー |
| 先代 （イヴァン・マラドイ） | トヴェリ大公 1576年 - 1585年               | 次代 （廃止）           |